# Sol Nascente/Pôr do Sol
| Região Administrativa de Sol Nascente/Pôr do Sol      |                                                    |
| Vista de Pôr do Sol, parte da região administrativa   |                                                    |
| \| \| \| \|                                           |                                                    |
| Região Administrativa XXXII                           |                                                    |
| Fundação: 14 de agosto de 2019 (5 anos)               |                                                    |
| Lei de criação: Lei nº 6.359, de 14 de agosto de 2019 |                                                    |
| Mapa de Sol Nascente/Pôr do Sol                       |                                                    |
| Limites:                                              | Ceilândia (norte, leste e oeste) e Samambaia (sul) |
| Distância de Brasília:                                | 34 km                                              |
| Administrador(a):                                     | Cláudio Ferreira Domingues                         |
| Área                                                  |                                                    |
| - Total                                               | 40,49 km²                                          |
| População                                             |                                                    |
| - Total                                               | 92.217 habitantes 2021                             |
| Site governamental                                    | www.solnascente.df.gov.br                          |
|                                                       |                                                    |
|                                                       |                                                    |

Sol Nascente/Pôr do Sol é uma região administrativa do Distrito Federal brasileiro. Criada pela Lei nº 6.359, de 14 de agosto de 2019, está localizada a 34 km do centro de Brasília e mantém conurbação com Ceilândia, da qual foi desmembrada. Com uma área de 40,49 km² e uma população estimada em 92.217 habitantes (PDAD 2021), a região abrange os setores habitacionais Sol Nascente e Pôr do Sol. A Favela Sol Nascente é reconhecida pelo IBGE como a segunda maior favela do Brasil, com 70.908 habitantes em 2010.

## História
A área que hoje constitui Sol Nascente/Pôr do Sol era originalmente rural, parte dos setores P Sul e P Norte de Ceilândia. Nos anos 1990, a ocupação irregular impulsionada pela grilagem de terras transformou a região em um assentamento desordenado. O nome "Sol Nascente" tem origem em uma chácara ligada ao Japão e ao grupo de capoeira fundado em 1976. Até 2008, a infraestrutura era precária, mas a Lei Complementar nº 785 reconheceu os setores como Áreas de Regularização de Interesse Social (ARIS). Em 2010, com mais de 78 mil habitantes, a região superou a Rocinha como a maior ocupação irregular da América Latina. A emancipação em 2019, sob o governo de Ibaneis Rocha, foi um marco na regularização e urbanização.

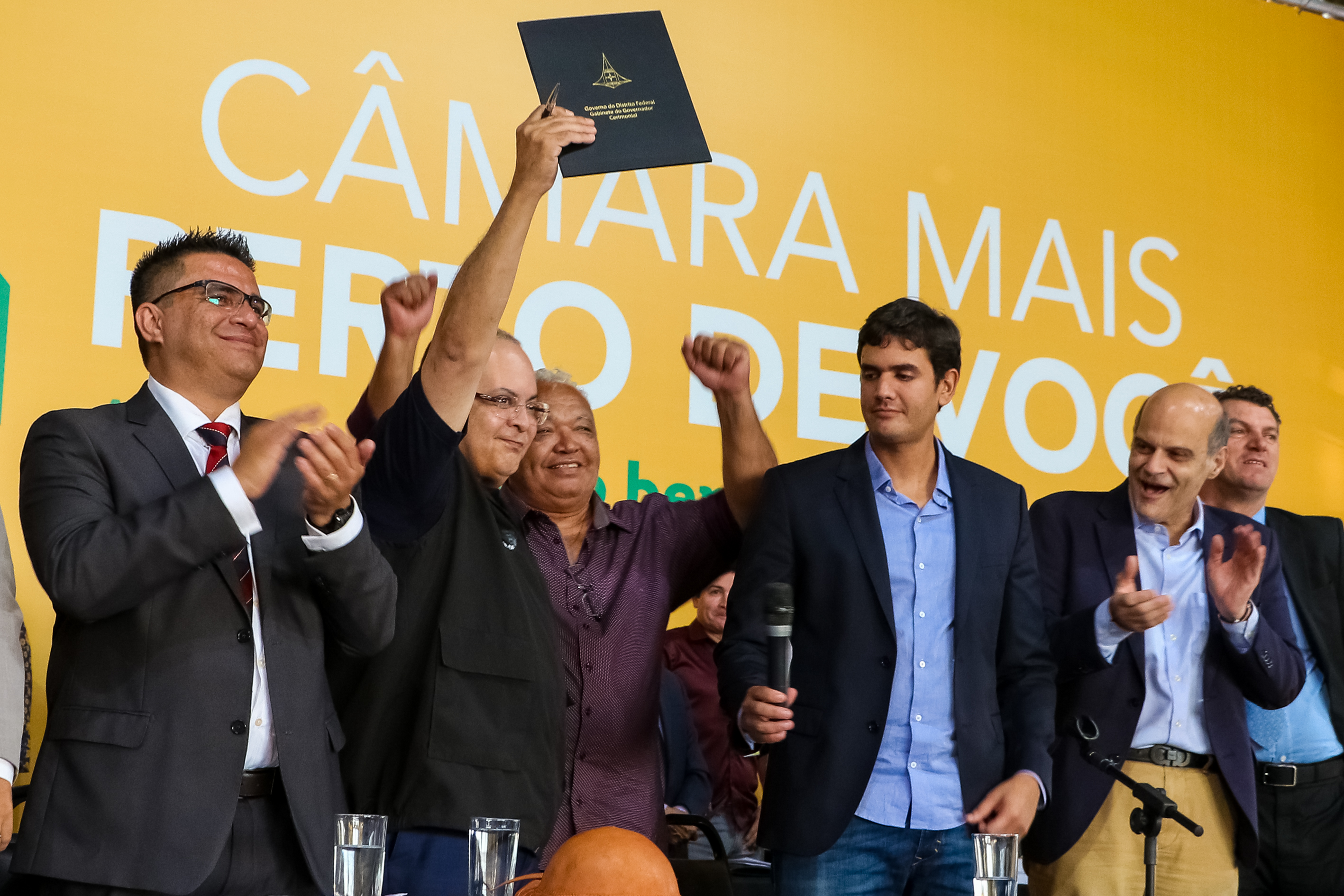

## Geografia
Sol Nascente/Pôr do Sol ocupa 40,49 km² e faz divisa com Ceilândia ao norte, leste e oeste, e com Samambaia ao sul. Inclui a Área de Regularização de Interesse Social (ARIS) Sol Nascente e a Área de Relevante Interesse Ecológico Juscelino Kubitschek (ARIE JK), criada pela Lei nº 1.002/1996.

### Relevo e hidrografia
O relevo, característico do Cerrado, apresenta planaltos e ondulações com aclives acentuados próximos aos córregos. O Rio Melchior, que nasce na ARIE JK e desagua no Rio Descoberto, enfrenta poluição por esgoto doméstico e assoreamento, mesmo com a Estação de Tratamento Melchior (ETE Melchior) em operação.

### Clima
O clima é tropical de altitude (Cw’a), com verões chuvosos (outubro a abril) e invernos secos (maio a setembro). A temperatura média varia entre 19°C e 23°C, podendo atingir 35°C nos meses mais secos, com precipitação anual de 1.443 mm.

## Demografia
De acordo com o PDAD 2021, a população de 92.217 habitantes é composta por 49,7% homens e 50,3% mulheres. A faixa etária de 15 a 64 anos corresponde a 75,24%, enquanto menores de 15 anos representam 24,76%. Etnicamente, 53,9% são pardos, 30,3% brancos, 14% negros e 1,4% amarelos. Nascidos no Distrito Federal somam 56,7%, e os migrantes (43,3%) vêm principalmente de Piauí (20,7%), Maranhão (18,1%) e Bahia (15,3%).

## Administração
A Administração Regional, subordinada à Secretaria de Estado das Cidades pelo Decreto nº 37.625/2016, fica na VC 311, Trecho II, com atendimento de segunda a sexta, das 8h às 12h e das 14h às 18h. O atual administrador é Cláudio Ferreira Domingues.

## Infraestrutura

### Saneamento
O Trecho 1 tem drenagem e pavimentação concluídas desde 2018, o Trecho 2 desde 2023, e o Trecho 3 alcançou 71,49% de drenagem em 2023. A poluição do Rio Melchior permanece um desafio.

### Saúde
A UBS 16, no Trecho 1, oferece atenção básica e odontologia, funcionando de segunda a sexta (7h às 19h) e sábado (7h às 12h). O Hospital Cidade do Sol, em Ceilândia, é a referência mais próxima.

### Educação
A região conta com seis escolas públicas e uma taxa de alfabetização de 94,5% (PDAD 2021). Um campus do Instituto Federal de Brasília (IFB), em construção no Trecho 2, tem entrega prevista para 2025.

### Transportes

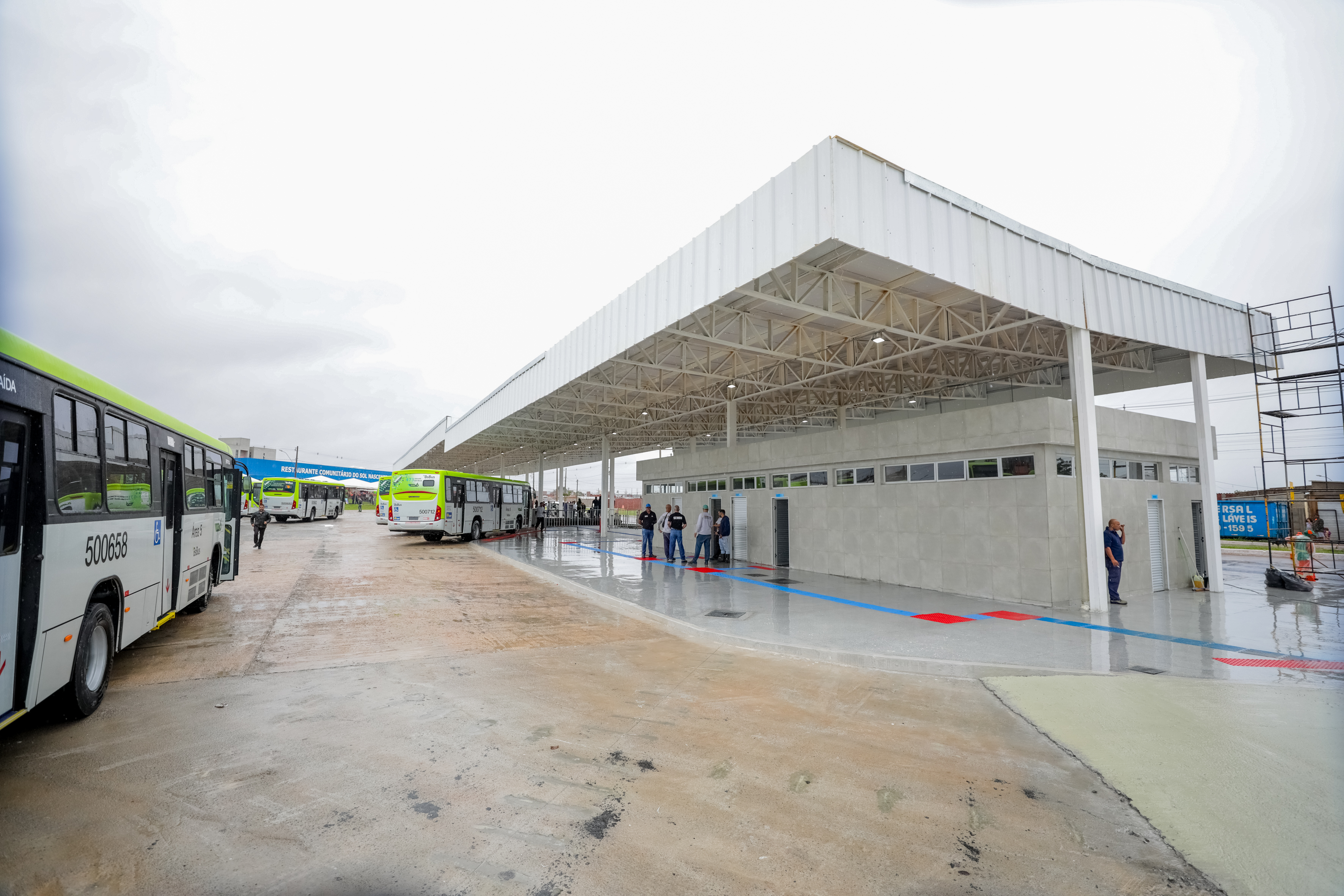
Terminal de ônibus do Sol Nascente Trecho 2

O Terminal Rodoviário do Trecho 2, inaugurado em 2023, atende 20 mil passageiros diários. Desde 2024, a linha “Zebrinha” (0.020) conecta Pôr do Sol ao metrô de Ceilândia.

### Habitação
Em 2021, havia 29.114 domicílios: 71,6% próprios, 21,8% alugados e 4% cedidos. A CAESB abastece 95,4% com água e 71,6% com esgoto, mas 9,2% usam ligações irregulares de energia.

### Segurança
Os postos comunitários 71º e 74º da PMDF estão desativados, com policiamento por rondas do 8º e 10º BPM de Ceilândia. Apenas 50,1% dos moradores relatam policiamento regular (PDAD 2021).

## Economia
A economia local é baseada no comércio, com atacadistas nos Trechos 2 e 3 e 38.437 pessoas economicamente ativas (PDAD 2021). O Restaurante Comunitário, aberto em 2023, oferece 3,6 mil refeições diárias a R$ 2.

## Cultura
A região herdou a diversidade cultural de Ceilândia, destacando-se por mestres de capoeira, grafiteiros e músicos. Coletivos como ELAFAV MOB e Voz Nascente promovem arte e inclusão, enquanto o Decksol Skate Parque é um ponto de convivência.

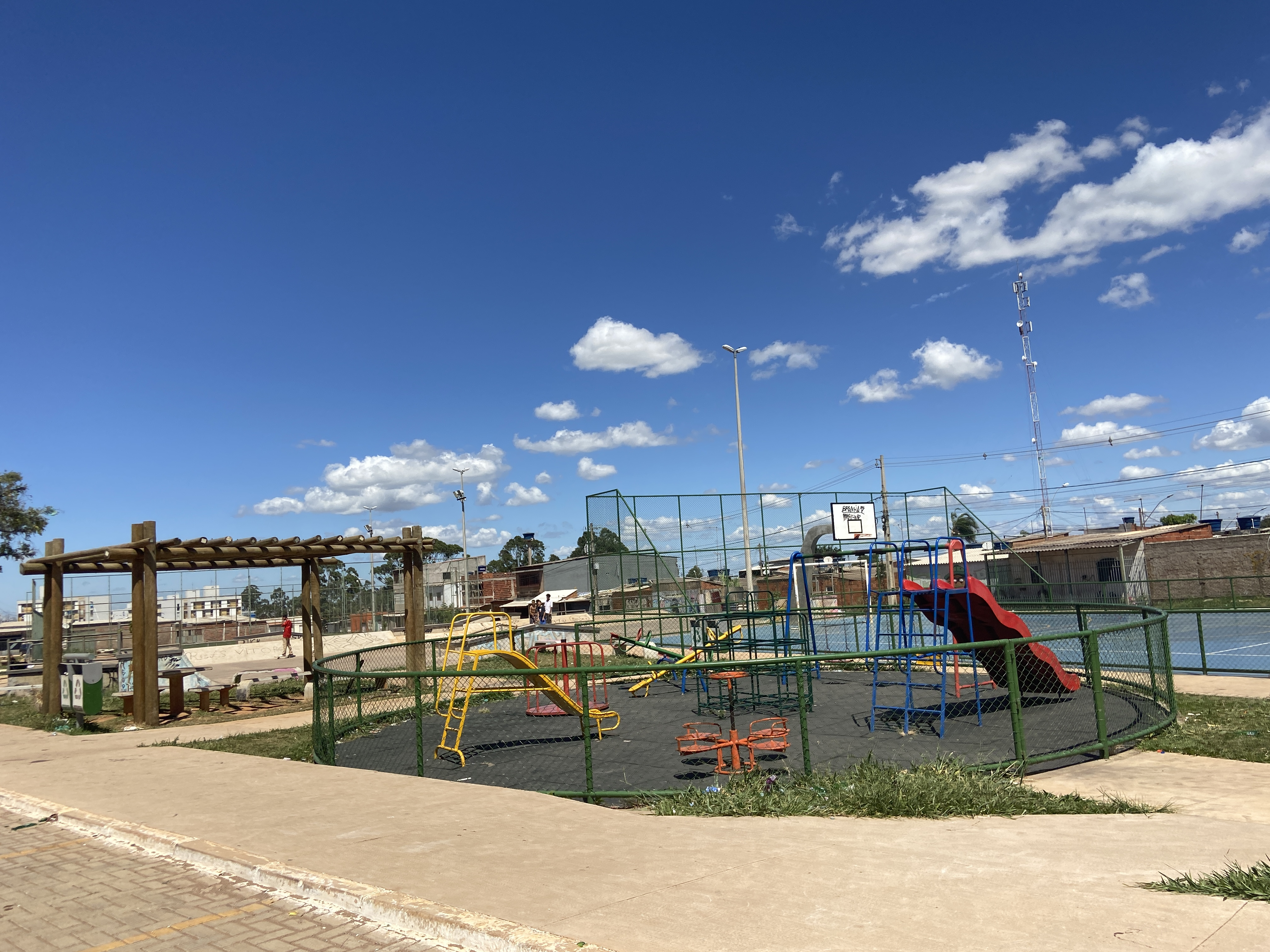
Decksol Skate Parque, ponto cultural da região em 2023

## Meio ambiente
Inserida no bioma Cerrado, a região abriga vegetação de cerradão e mata ciliar, mas sofre degradação pela urbanização. A ARIE JK preserva parte da biodiversidade, embora apenas 8% do Cerrado esteja sob proteção integral.

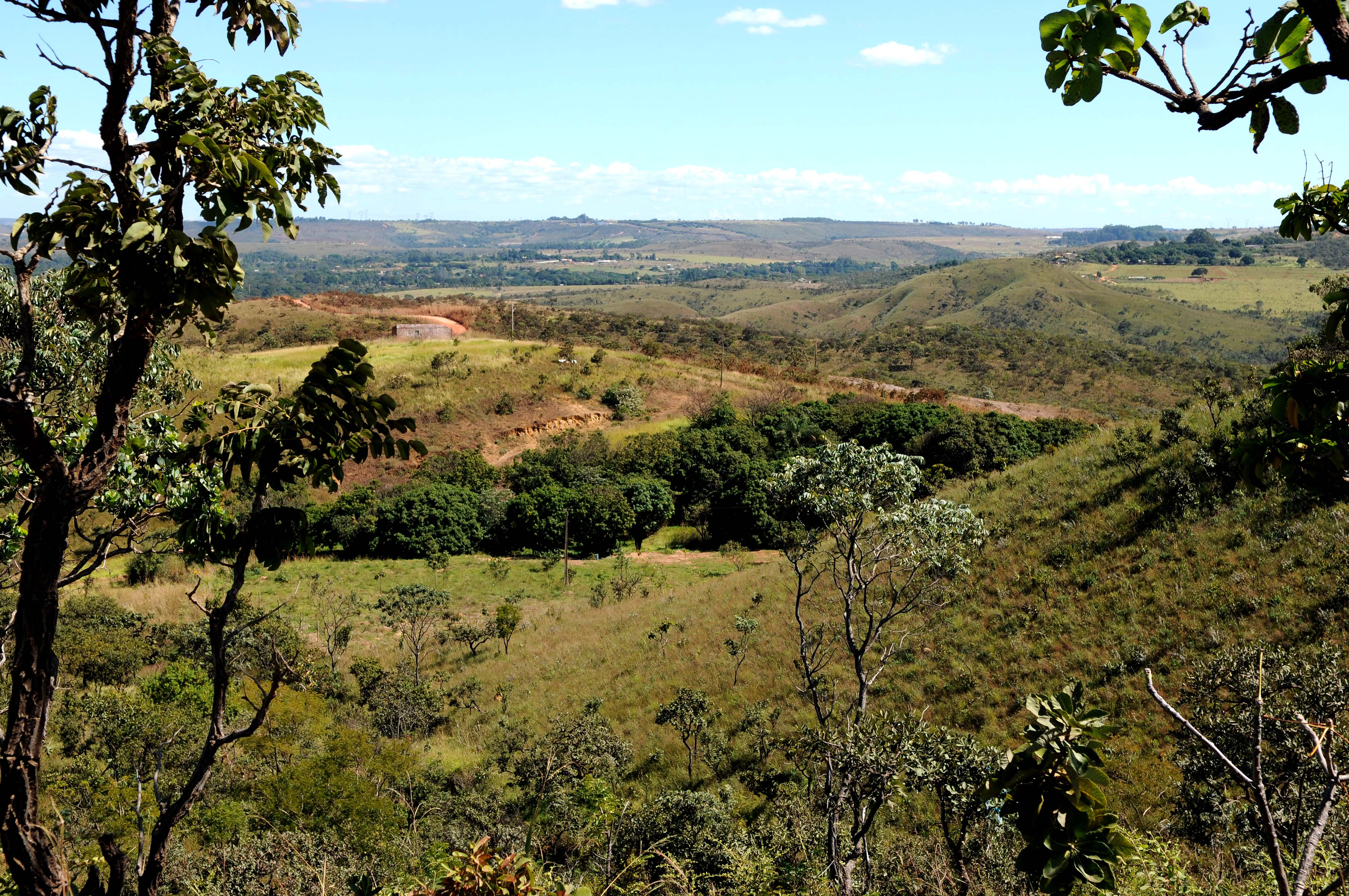
Área preservada de Cerrado próxima à VC-311, 2022

## Subdivisões
A região é dividida em Trecho 1, Trecho 2, Trecho 3 e Pôr do Sol. Os trechos do Sol Nascente são organizados em Etapas 1 e 2 para fins de regularização fundiária.